# Nguyễn Văn Hùng (Leichtathlet)
Nguyễn Văn Hùng (* 3. April 1989) ist ein ehemaliger vietnamesischer Leichtathlet, der sich auf den Dreisprung spezialisiert hat.

## Sportliche Laufbahn
Erste internationale Erfahrungen sammelte Nguyễn Văn Hùng im Jahr 2006, als er bei den Juniorenasienmeisterschaften in Macau mit einer Weite von 15,09 m den sechsten Platz im Dreisprung belegte. 2009 startete er bei den Weltmeisterschaften in Berlin und schied dort mit 15,56 m in der Qualifikationsrunde aus. Im November belegte er bei den Hallenasienspielen in Hanoi mit 15,61 m auf den siebten Platz und kurz darauf gelangte er bei den Asienmeisterschaften in Guangzhou mit 15,84 m auf Rang sechs, ehe er bei den Südostasienspielen in Vientiane mit 15,95 m Fünfter wurde. Im Jahr darauf erreichte er bei den Asienspielen in Guangzhou mit 15,06 m Rang 14 und 2011 gewann er bei den Südostasienspielen in Palembang mit 16,39 m die Silbermedaille hinter dem Thailänder Theerayut Philakong. 2013 siegte er dann mit neuem Landesrekord von 16,67 m bei den Südostasienspielen in Naypyidaw und im Jahr darauf gelangte er bei den Asienspielen in Incheon mit 15,11 m auf Rang 13. 2015 gewann er bei den Südostasienspielen in Singapur mit 15,92 m die Bronzemedaille hinter dem Malaysier Muhammad Hakimi Ismail und Varunyoo Kongnil aus Thailand. 2017 belegte er bei den Südostasienspielen in Kuala Lumpur mit 16,12 m den fünften Platz und im November 2018 bestritt er seinen letzten offiziellen Wettkampf und beendete daraufhin seine aktive sportliche Karriere im Alter von 29 Jahren. 
In den Jahren 2009, 2012 und 2013 sowie 2015 und 2017 wurde Nguyễn vietnamesischer Meister im Dreisprung sowie 2012 auch im Weitsprung.

## Persönliche Bestleistungen
- Weitsprung: 7,49 m, 4. Oktober 2012 in Hanoi
- Dreisprung: 16,67 m (+1,3 m/s), 19. Dezember 2013 in Naypyidaw
  - Dreisprung (Halle): 15,61 m, 2. November 2009 in Hanoi